# Pilori
Ne doit pas être confondu avec le rat-pilori

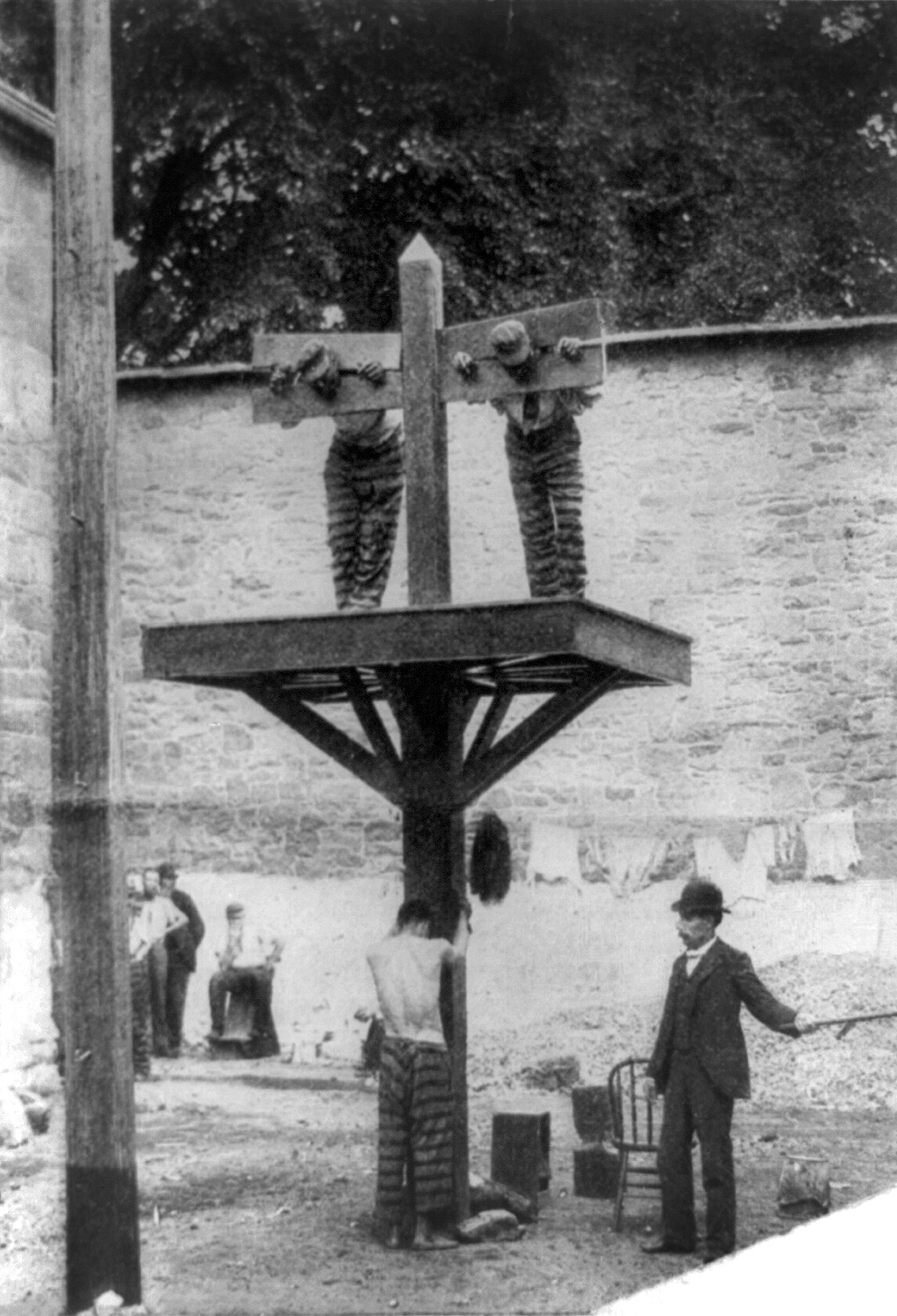
Pilori muni de carcans dans lesquels sont passés les bras et la tête de prisonniers en Delaware (vers 1907).

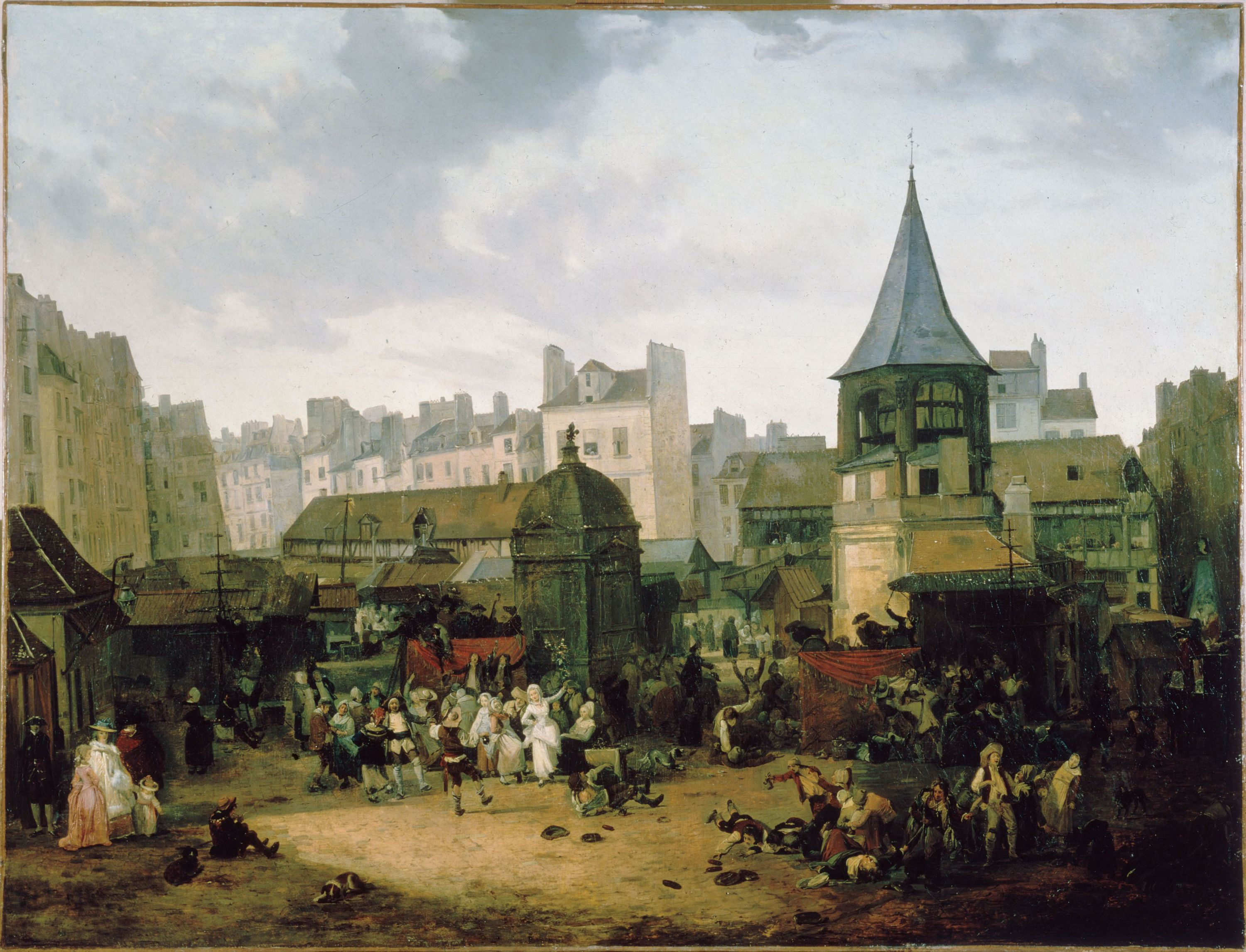
Le pilori des Halles en 1782. Cette tour octogonale était munie d'une plate-forme rotative.

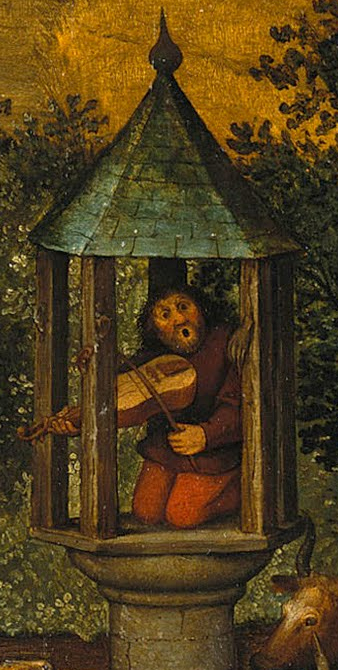
Dans le tableau Les Proverbes flamands de Brueghel (1559), le peintre représente un joueur de vièle dans une cage de bois fixée au sommet d'un pilier, illustrant le proverbe « jouer quand on est au pilori ».

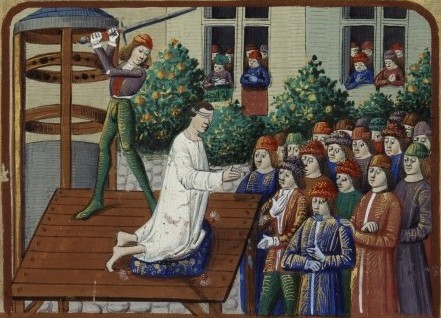
L'enluminure illustrant la décapitation du sire de Lesparre en 1454 à Poitiers, représente un échafaud et derrière un pilori monumental (carcan circulaire en bois monté sur une base cylindrique maçonnée).

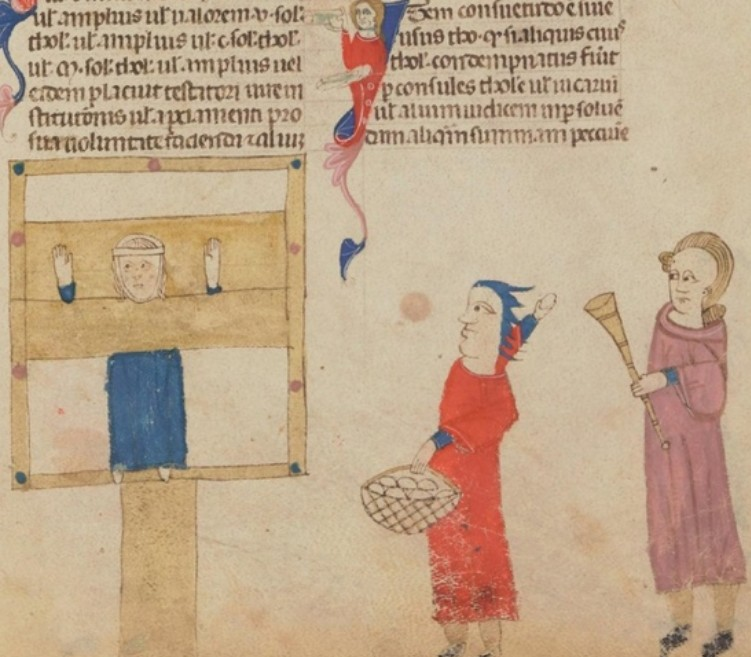
Mise au pilori d'une femme au XIIIe siècle. Un personnage jette à la figure de la pilorisée des œufs qui pourraient symboliser sa fraude (marchande d'œufs pourris ou « couvés ») tandis que le crieur public n'intervient pas.

Un pilori est un poteau ou un dispositif vertical auquel un condamné est attaché temporairement, à l'aide de cordes ou d'un carcan, pour être vu et raillé par la foule. Les formes de ce support d'exposition varient, depuis le poteau en bois initialement élevé sur la place du marché ou le pan de mur, jusqu'à l'intégration progressive du carcan puis la transformation du poteau en pilori charpenté, en pilier de pierre ou en tour maçonnée. Les piloris présentent, malgré leur diversité, une caractéristique commune, celle de leur implantation dans un lieu public (place, carrefour, pont, porte de la ville) ancré dans le paysage urbain, choisi pour maximiser la publicité de ce supplice.
La mise au pilori, appelée aussi pilorisation, est une punition et une humiliation publique basées sur un rituel d'exposition infamante construit par la mise en scène du corps du coupable et les outrages du public (attaques verbales, gestes de dérision, jets de projectiles, dégradations corporelles). La peine du pilori, prononcée pour des crimes variés (vols, coups et blessures, faux témoignages, blasphèmes, adultères, prostitutions…) est un rituel performatif de la vie sociale autant que judiciaire, qui permet la refondation communautaire « fabriquée par les actes de rejet du peuple, tandis que les autorités judiciaires jouent un rôle limité d’encadrement et de surveillance une fois les outrages commencés. La mise en retrait des officiers de justice au profit d’une action populaire singularise le rituel d’exposition de ceux du bannissement et de la peine capitale, où le peuple, s’il est actif, demeure un spectateur du rituel, sans registre propre d’actes symboliques ».

## Étymologie
L'étymologie la plus vraisemblable qualifie le mot de dérivé du latin « pila », pilier, devenu en bas latin ou latin médiéval « pilori » ou « pellori » ou « pillorium » ou « pelliorium », le suffixe -orium exprimant la substantivation. On notera au passage qu'au XIIIe siècle, le mot pile désigne un  « amas de choses placées les unes sur les autres ».
Une étymologie encore plus incertaine pourrait être liée avec la localisation d'un gibet à proximité d'un puits appartenant à un bourgeois de Paris nommé Lori, mentionné dans un contrat de 1295 « Puteus dictus Lori ».

## Présentation
En France, le pilori apparaît au XIIe siècle et l'échelle de justice un siècle plus tard. Comme les fourches patibulaires et les signes patibulaires, ils signalent le siège d'une haute justice et matérialisent progressivement la hiérarchie des juridictions sous l'Ancien Régime.
L’exposition publique est une peine afflictive et infamante d’Ancien Régime, plus grave que le blâme et l’amende honorable, mais moins que le fouet, la mutilation, les galères, le bannissement et la question.

## Historique
Les piloris proprement dits étaient des structures pivotantes en lanterne pouvant contenir un ou plusieurs hommes généralement agenouillés. Les échelles de justice étaient des simples poteaux ou des échelles de bois munies d'une plateforme d'exposition.
Les seigneurs haut-justiciers ne pouvaient avoir de pilori dans les localités où le roi avait le sien. Dans celles-ci, ils ne pouvaient avoir qu'une échelle de justice. Ainsi, il n'existait à Paris qu'un seul pilori, celui du roi au milieu du marché des Halles, à l'exception de celui de l'abbaye de Saint-Germain qui était à l'origine hors de la capitale.
Le pilori des halles était une tour avec un rez-de-chaussée habitable surmonté d'un étage hexagonal sur une roue mobile en fer, avec la place pour six condamnés. Les parois étaient percées de trous dans lesquels le condamné passait sa tête et ses mains.
« Pilori » désigne également le tourment lui-même dont la durée était variable, allant de quelques heures à plusieurs jours. Il pouvait s'assortir de diverses autres peines.
Utilisé depuis le Moyen Âge, il était un droit seigneurial, parfois un simple poteau que le seigneur faisait planter sur la place du village pour signifier qu'il avait le droit de justice sur ce fief.
En Belgique orientale, le pilori donnera naissance au perron, symbole du pouvoir communal.
En France, le pilori porte aussi le nom d'échelle, notamment dans des régions près de Paris, où certaines communes possèdent encore une « rue de l'échelle » perpétuant ce souvenir. Le condamné, pour accéder au plancher où il est exposé au public, devait emprunter une échelle d'où le nom de ce tourment. On le trouve cité dans les coutumiers de Sens, Auxerre, ou dans les Coutumes de Beauvaisis qui relatent : « Cil qui jure vilainement de Dieu et Notre Dame doivent etre mis en lesquel une hore du jour en la présence du commun, parce qu'il ait honte ».
La peine de l'exposition publique était infligée aux commerçants ayant fait usage de faux-poids, aux faux-témoins, aux proxénètes, entremetteuses et aux blasphémateurs.
Par application d'un édit du 22 février 1347 de Philippe VI de Valois, le blasphémateur avait la lèvre supérieure fendue en cas de récidive, la lèvre inférieure la troisième fois, la langue coupée la cinquième fois. La peine est adoucie par un édit de Louis XIV de juillet 1666 qui précise que la langue ne serait coupée qu'à la huitième récidive.

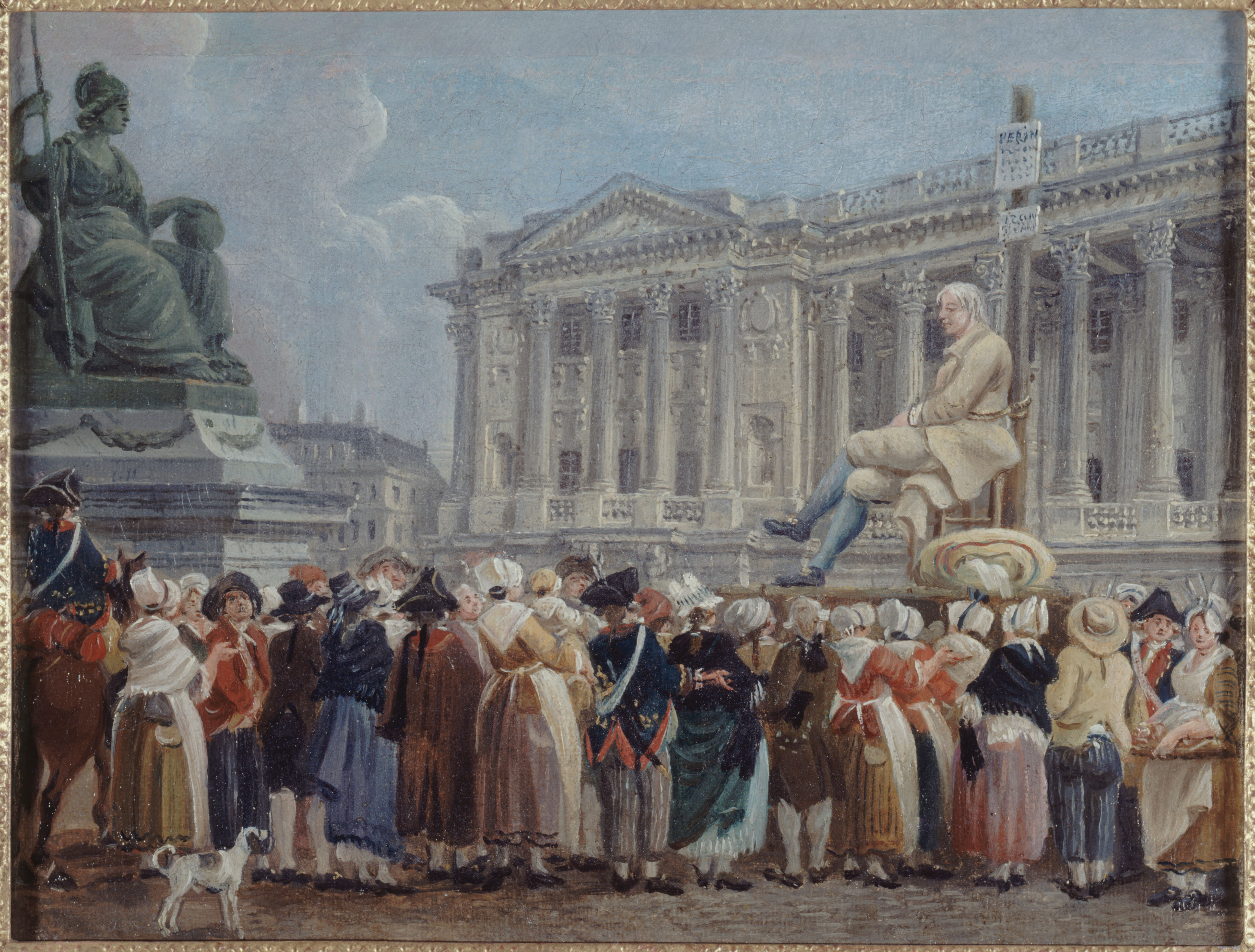
Exposition de Pierre Nicolas Perrin pendant six heures sur la place publique en 1789.

Les piloris et échelles tombés en désuétude (celui des Halles de Paris est supprimé en 1789) sont remplacés en l'an IV par le carcan puis en 1832 par une exposition publique prévue par l'article 22 du code pénal en « peine accessoire » d'une condamnation aux travaux forcés ou à la réclusion. Le condamné était exposé « au regard du peuple » pendant une heure sur une place publique, un écriteau informant les passants sur son nom et le crime commis. Il s'agissait de renforcer l'exemplarité de la peine principale, mais son intérêt de ce point de vue fut l'objet de doutes, particulièrement, dans les grandes villes, cas le plus fréquent, où l'événement, devenu banal, ne retenait plus l'attention et où par ailleurs le condamné était relativement inconnu et plus indifférent à sa réputation. Si bien qu'à partir de 1832, le carcan est laissé à l'appréciation des juges de la cour d'assises, hors les cas de récidive, puis la peine est supprimée par un décret du 12 avril 1848.
Un dispositif annexe du pilori était le carcan, ou cangue en Extrême-Orient, une planche percée de un à trois trous où on coinçait la tête et parfois les deux mains du condamné de manière à pouvoir le promener dans les rues. Parfois, cette utilisation permettait également de tuer ce dernier par strangulation, en maintenant la cangue horizontalement à une hauteur supérieure à celle du condamné, dont les pieds étaient parfois lestés de lourdes pierres.

Exemples de piloris
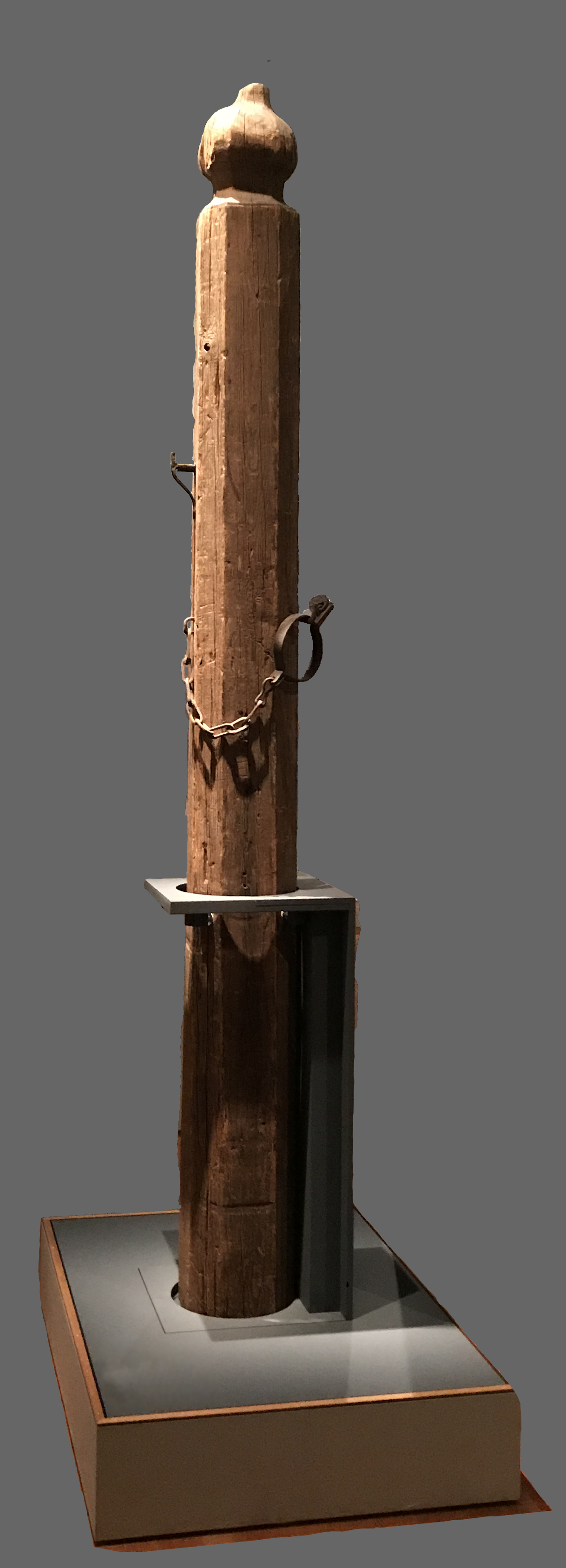
Pilori de la région de la Dalécarlie, Suède (musée nordique de Stockholm).
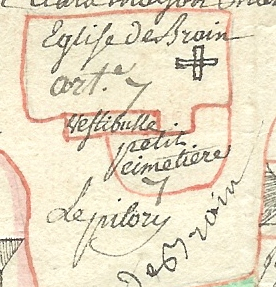
Pilori planté au centre du village de Brain-sur-Longuenée, par le seigneur de ce fief, plan terrier de 1750.
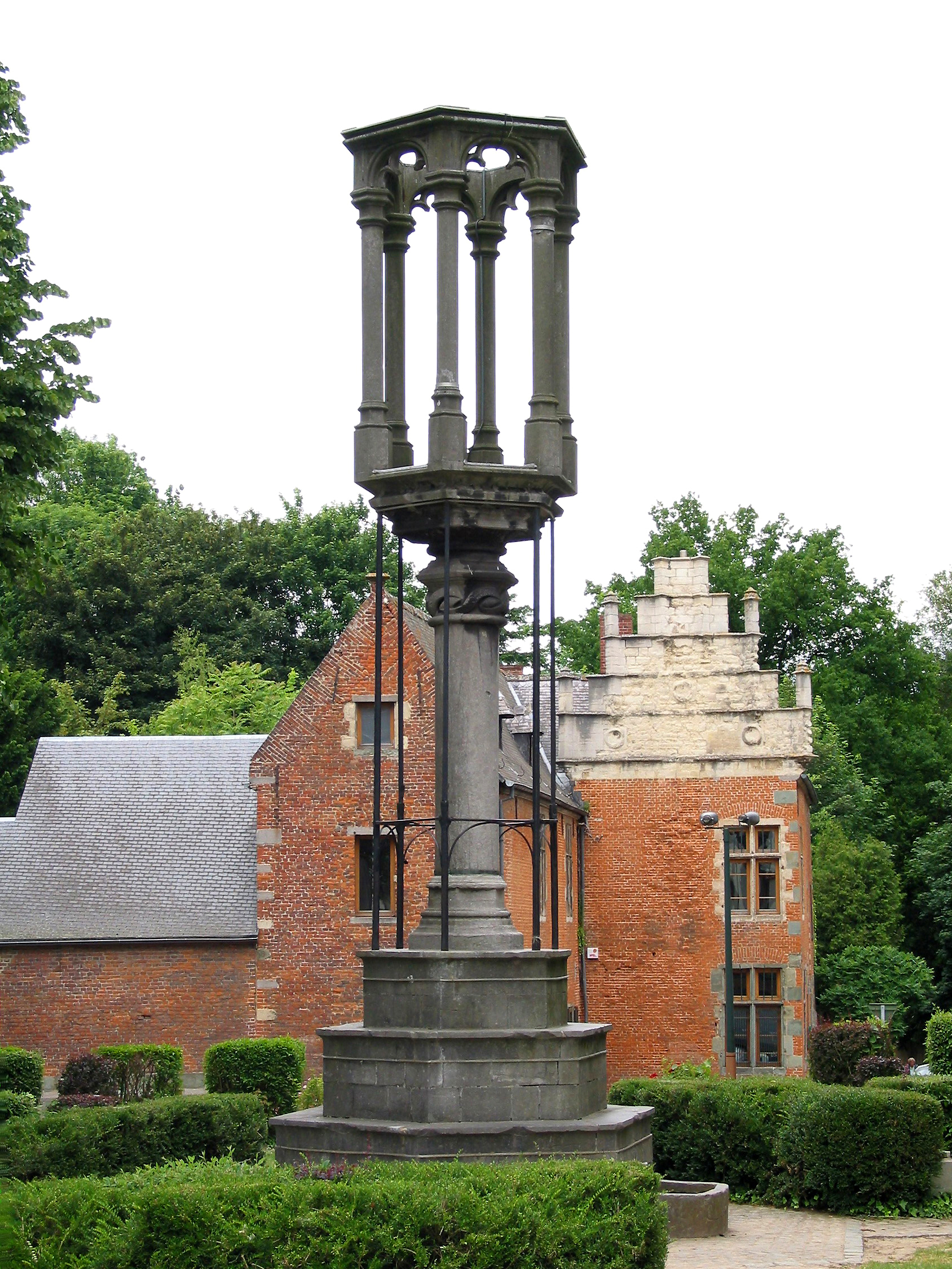
Le pilori de Braine-le-Château (Belgique).
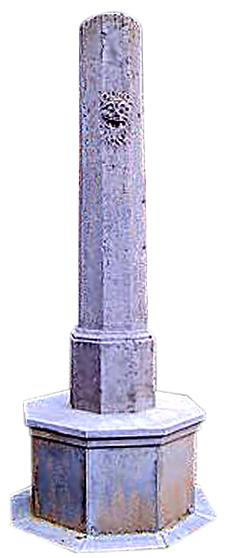
Le pilori d'Ellezelles (Belgique).
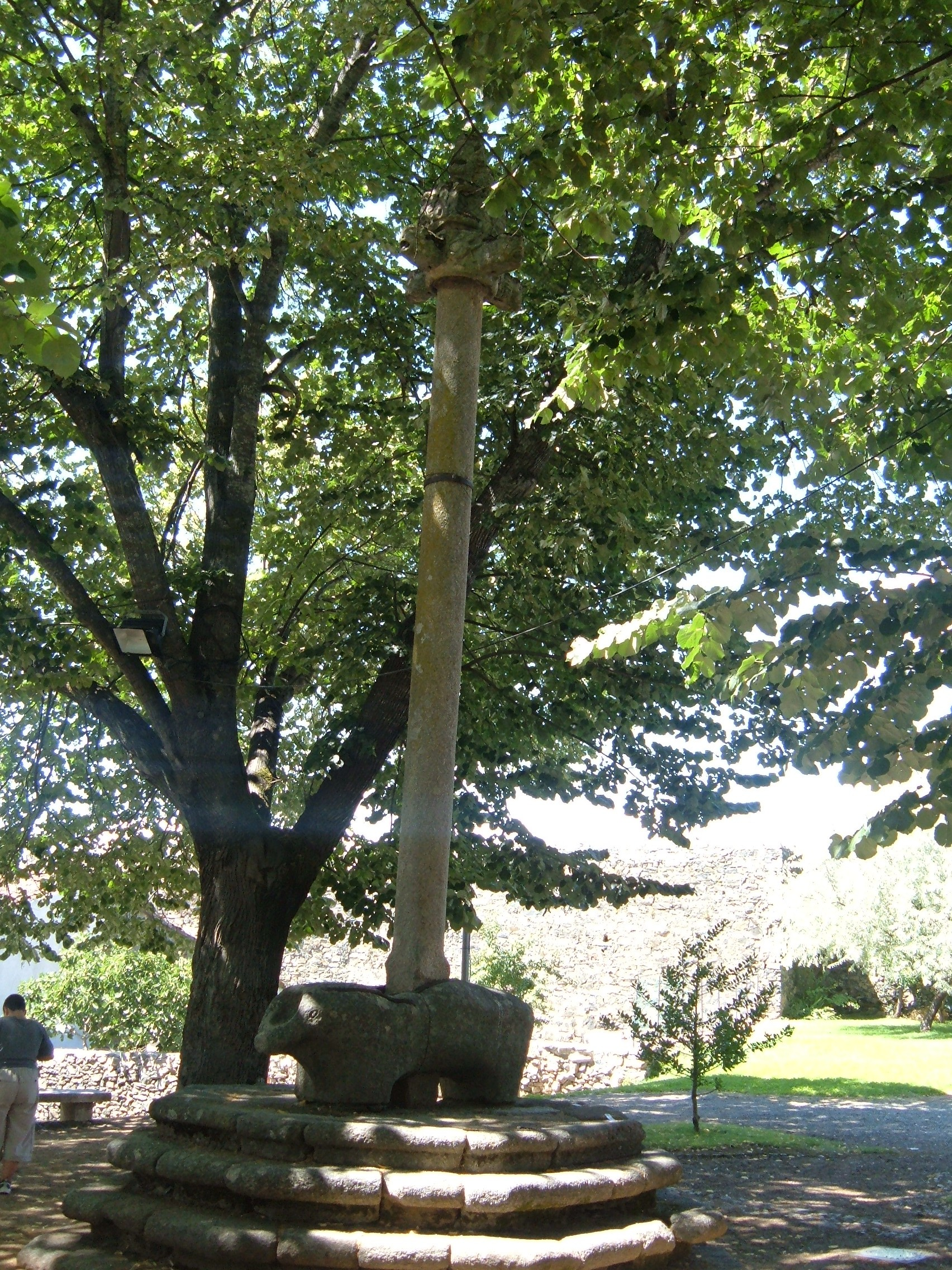
Le pilori de Bragance (Portugal).
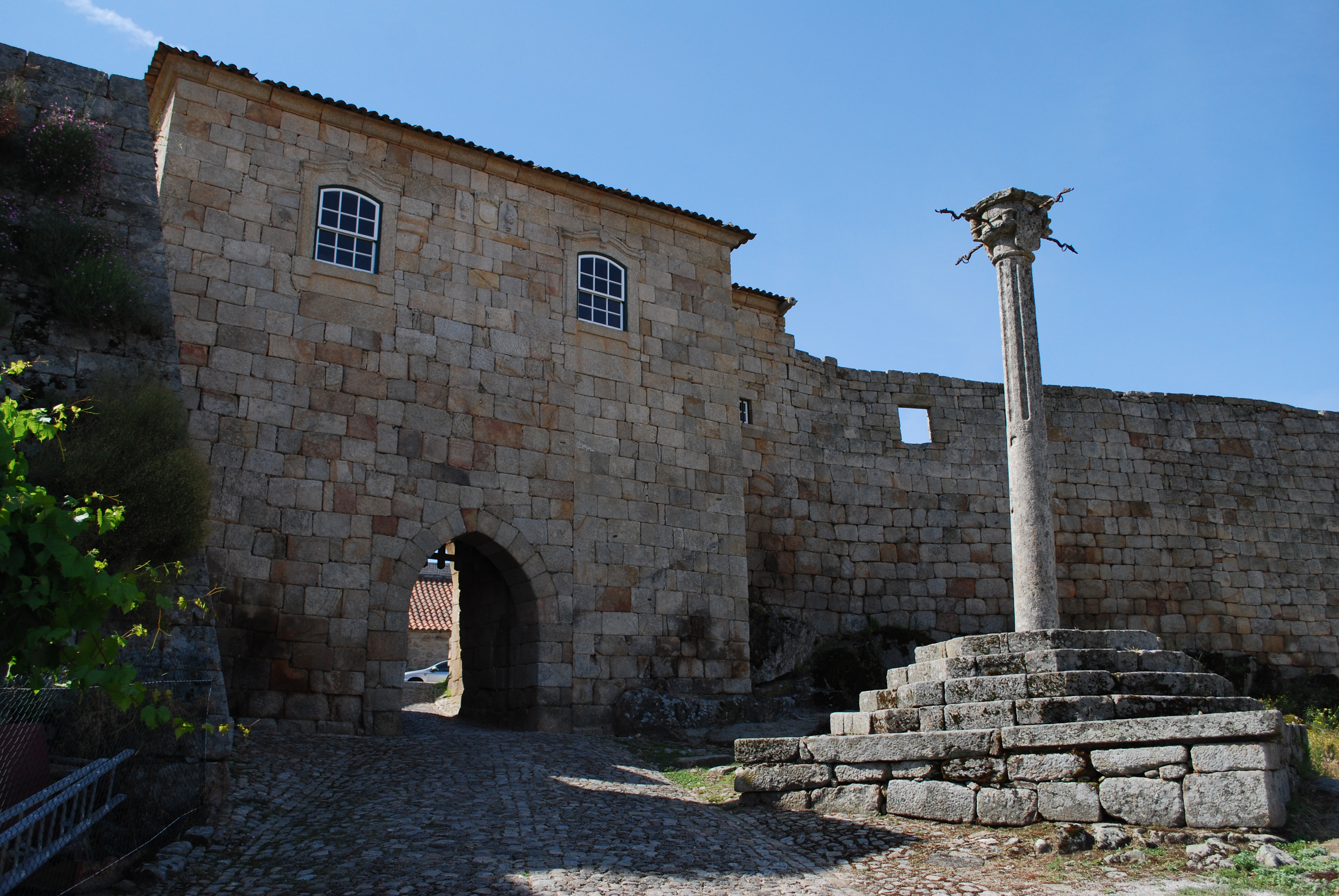
Le pilori de Penamacor (Portugal).
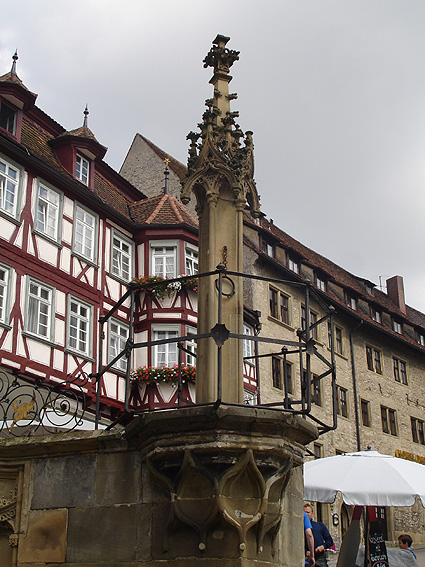
Le pilori de Schwäbisch Hall (Allemagne).
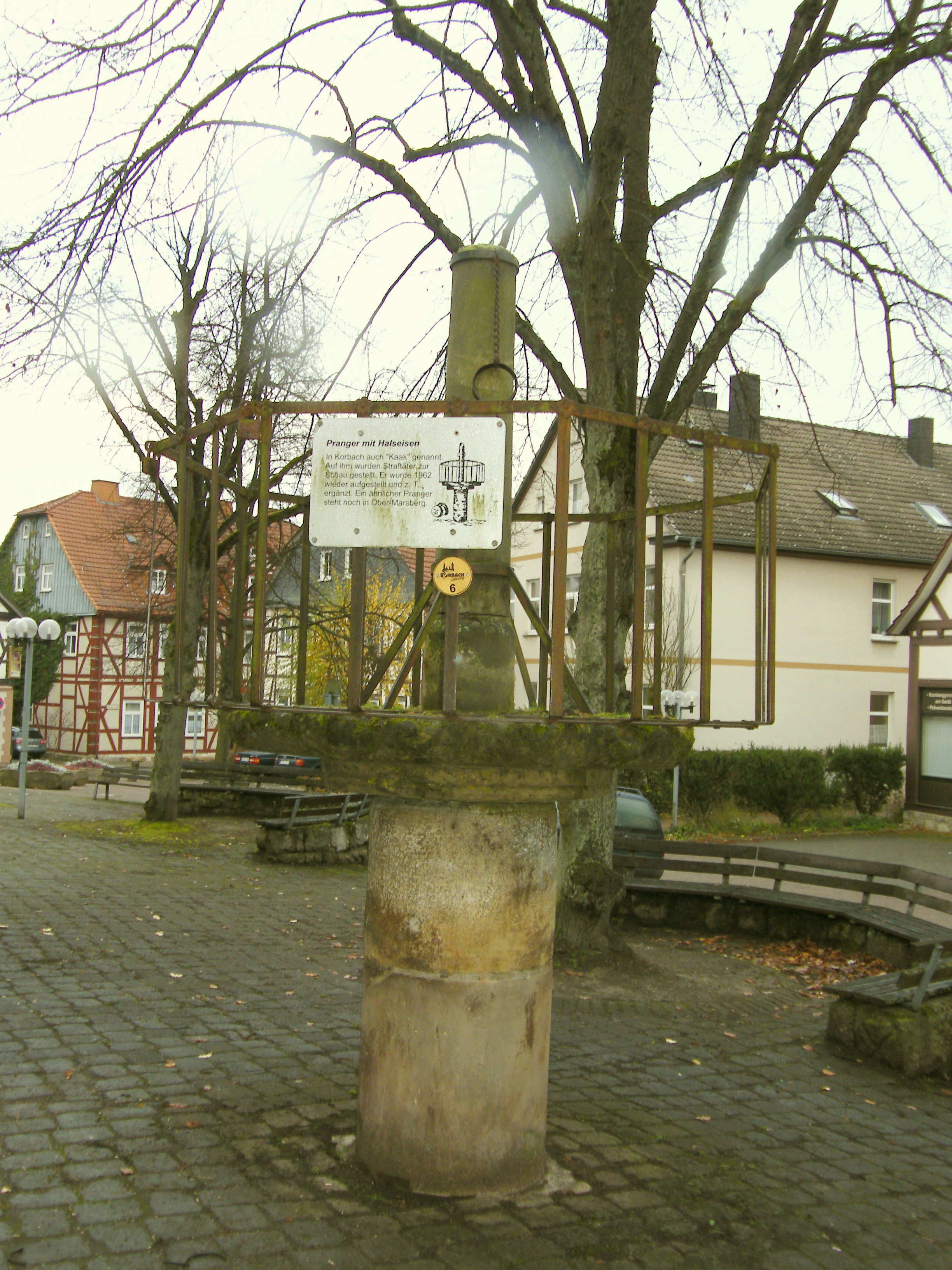
Le pilori de Korbach (Allemagne).
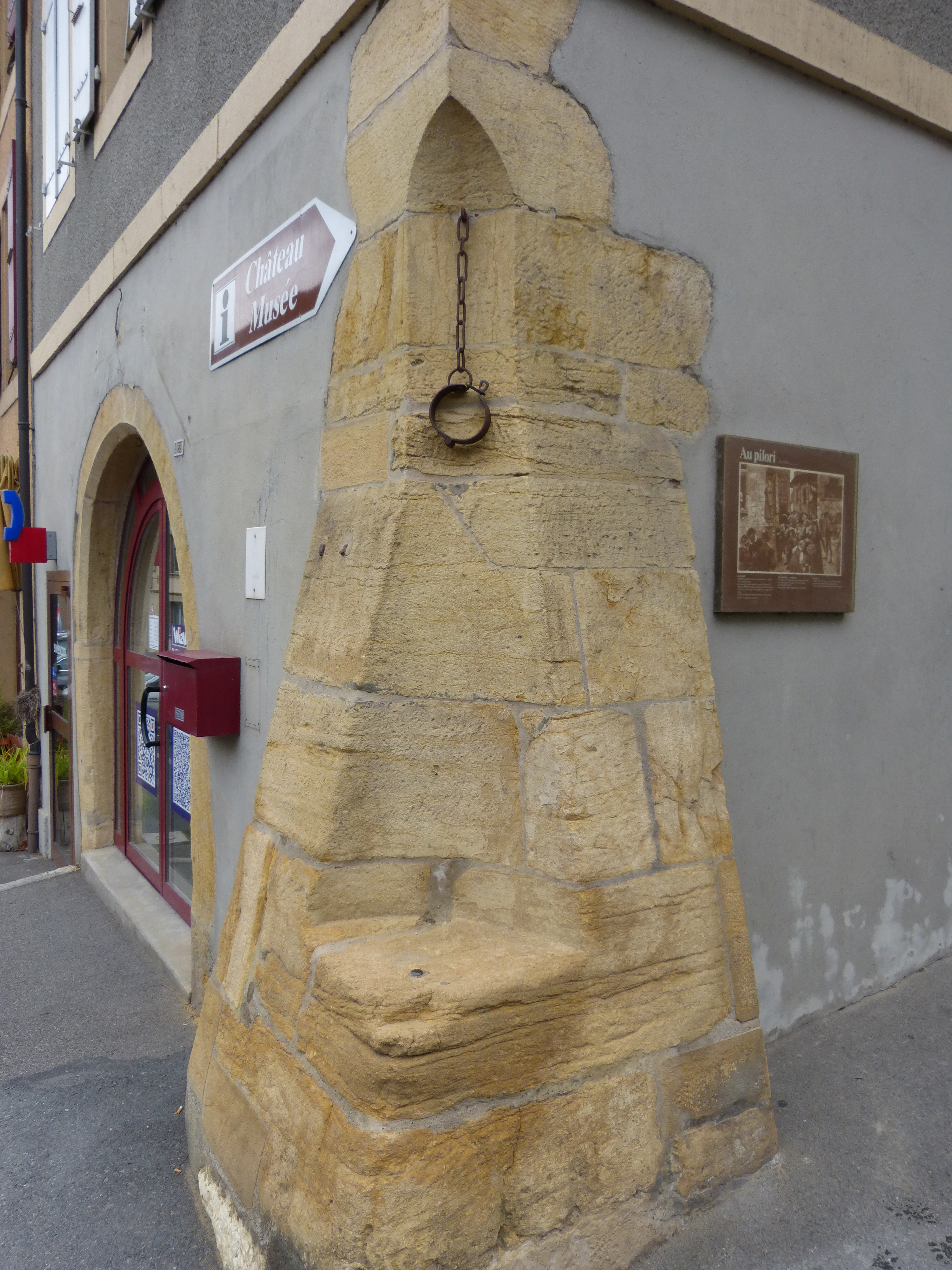
Le pilori de La Sarraz (Suisse).
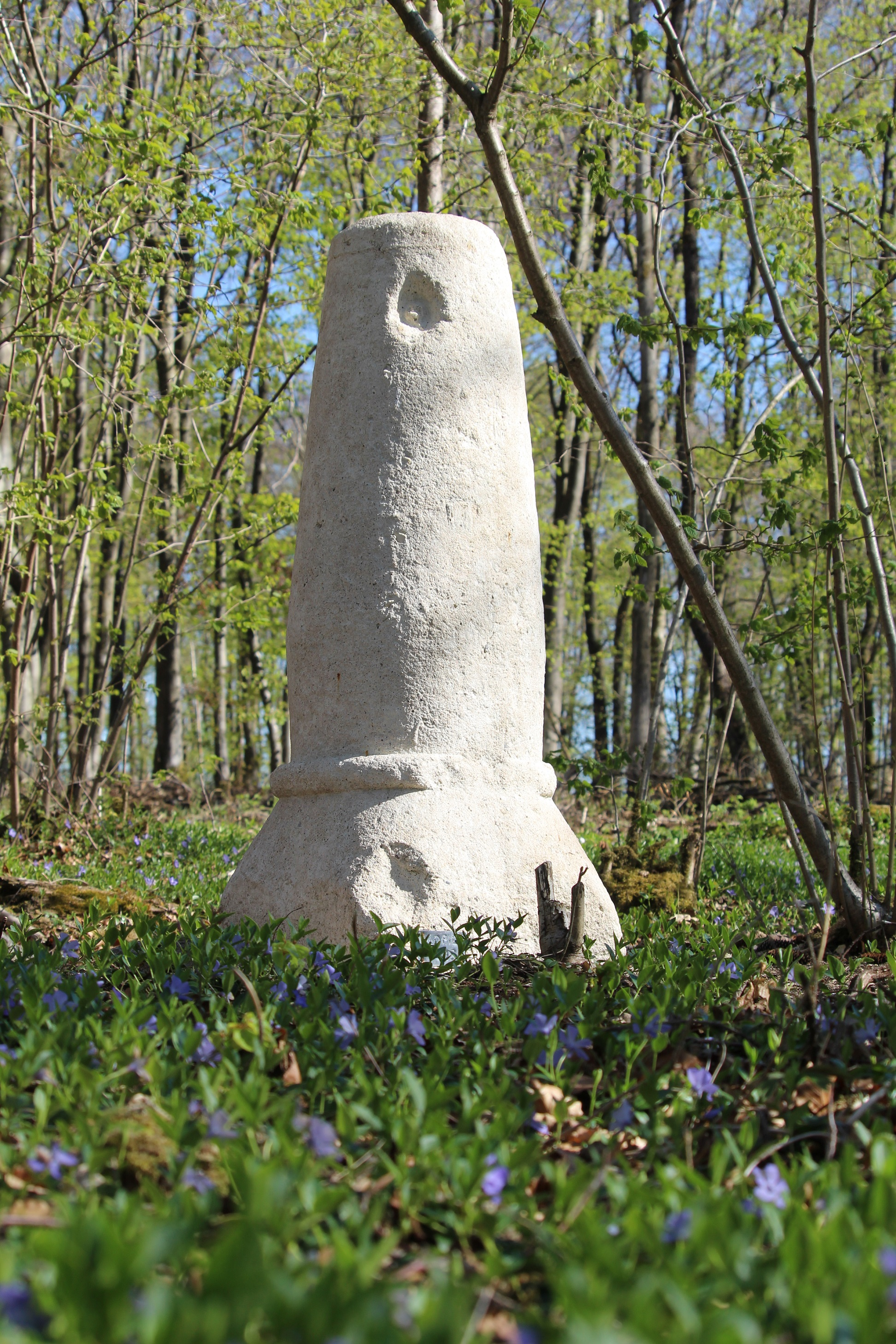
Le pilori du gibet de Creuë (France).

Le carcan se présente sous plusieurs formes : ce peut être un collier de fer relié à une chaîne, et attaché au poteau ou au mur, mais il peut aussi se présenter sous la forme d'un dispositif en bois, en deux parties, qui est constitué de deux pièces en bois avec dans chacune trois demis cercle, deux petit pour les mains, et un grand pour le cou. Lorsque l´on ferme le dispositif, cela forme donc trois cercles, assez grand pour qu'on y insère les poignets et le cou du prisonnier, et assez petit pour l'empêcher de  bouger et de sortir.

## Retrait du dernier pilori public en Delaware aux États-Unis

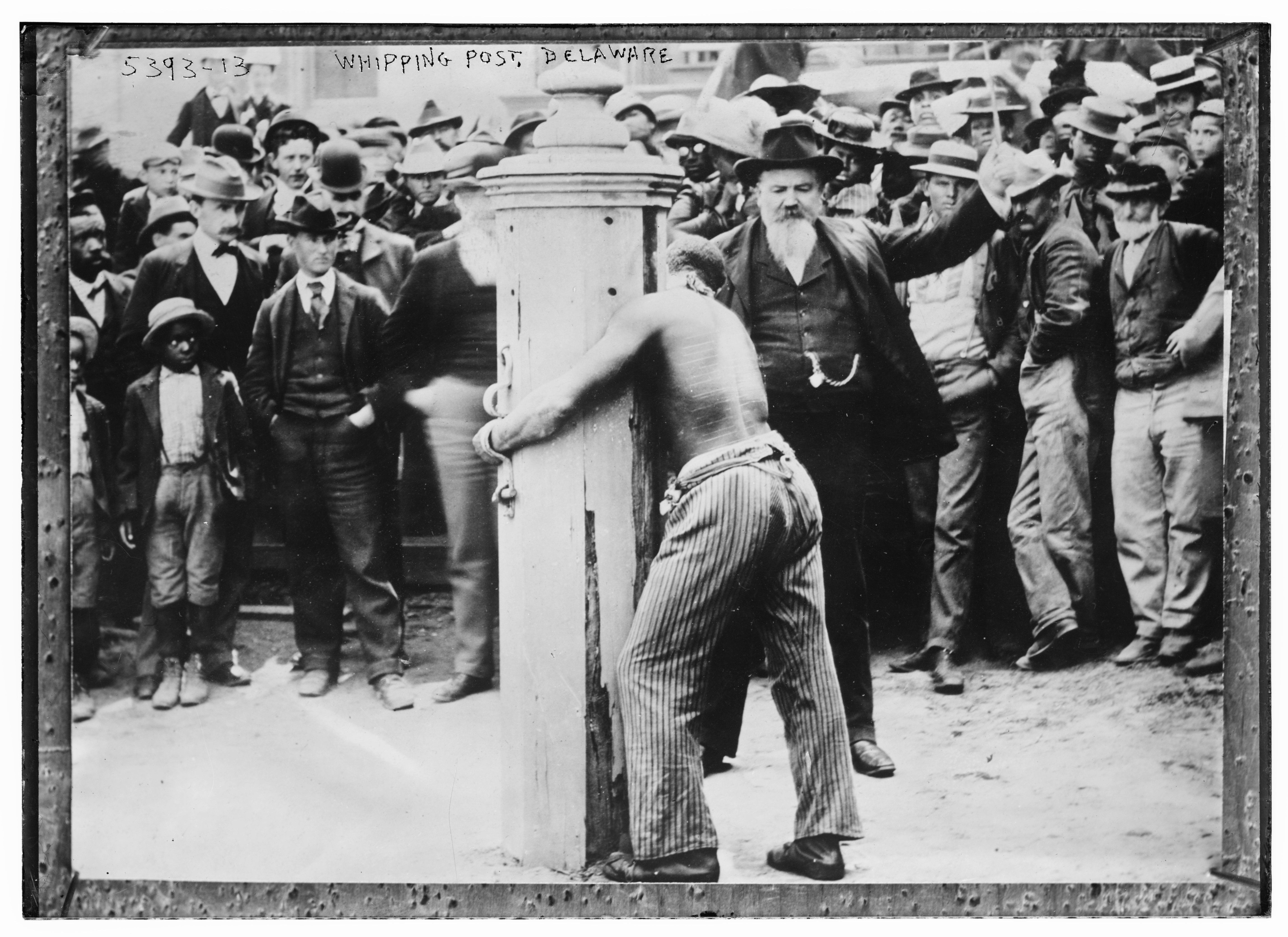
Un pilori en Delaware, dernier État américain à en interdire la pratique en 1972.

En juillet 2020, à la suite des manifestations du mouvement Black Lives Matter, après la mort de George Floyd, l'État américain du Delaware décide de satisfaire une demande formulée depuis plusieurs années visant à retirer le dernier vestige de pilori public (whipping post). Ceux-ci sont en effet associés aux discriminations raciales aux États-Unis, héritées de l'esclavage, le Delaware étant qui plus est le dernier État américain à avoir interdit leur pratique en 1972. Entre 1900 et 1945, 1600 personnes y sont passés au pilori, parmi lesquelles les deux tiers étaient noires, alors qu'elles ne représentaient qu'un sixième de la population de l'État.